# 草野翔吾
草野 翔吾（くさの しょうご、1984年 - ）は、日本の映画監督、脚本家。群馬県桐生市出身。群馬県立桐生高等学校、早稲田大学社会科学部卒業。

## 来歴
早稲田大学映画研究会在籍中に監督した作品が、学生映画祭において数々の賞を獲得。2009年、シアターTSUTAYAにて上映され、同館のレイトショー観客動員記録を樹立した『Mogera Wogura』をはじめ、在学中より、渋谷シネマ・アンジェリカやUPLINK FACTORYなどの一般劇場で長編監督作が上映される。2012年、自らの故郷桐生を舞台にした長編映画『からっぽ』が、第4回沖縄国際映画祭パノラマスクリーニング部門や、第27回高崎映画祭“若手監督たちの現在”に選出。海外の映画祭でも上映された。
近年は映画のみにとどまらず、ミュージックビデオの監督や、ライブの映像演出も手がけ、2014年にはTHE BAWDIES『NO WAY』にてSPACE SHOWER Music Video AwardsのBEST VIDEOSのひとつに選出された。

## フィルモグラフィー

### 映画
- Mogera Wogura（2007年、Arcfilm）- 監督・脚本
- からっぽ（2012年、ガフ）- 監督・脚本
- ボクが修学旅行に行けなかった理由（2013年、アリスインプロジェクト）- 監督・脚本
- にがくてあまい（2016年、エレファントハウス）[8] - 監督
- 世界でいちばん長い写真（2018年、ダブ[9]） - 監督・脚本・編集
- 九月の恋と出会うまで（2019年、ワーナー・ブラザース映画） - 脚本
- 彼女が好きなものは（2021年、バンダイナムコアーツ、アニモプロデュース） - 監督・脚本
- アイミタガイ（2024年、ショウゲート） - 監督
- 大きな玉ねぎの下で（2025年、東映） - 監督

### テレビ
- 24時間女優"待つ女" 有村架純編（2014年1月10日提供、ひかりTV）
- びしょ濡れ探偵 水野羽衣（2019年、テレビ東京）[10]- メイン監督（1.2.5.10.11.12話）
- レンタルなんもしない人 （2020年、テレビ東京）- メイン監督（1.2.5.10.11.12話）
- 消えた初恋（2021年、テレビ朝日）- メイン監督（1.2.5.6.9.10話）
- 消しゴムをくれた女子を好きになった。（2022年、日本テレビ）- メイン監督（1.2.5.8.9.10話）
- こっち向いてよ向井くん（2023年、日本テレビ）- メイン監督（1.2.5.8.10話）
- 民王R（2024年、テレビ朝日）- メイン監督（1.2.5話）

### ミュージック・ビデオ
- THE BAWDIES『COME ON』『NICE AND SLOW』『NO WAY』『KICKS!』『THE EDGE』『NEW LIGHTS』『FEELIN' FREE』『HAPPY RAYS』『OH NO!』『T.Y.I.A.』
- マカロニえんぴつ『Supernova』
- 知久寿焼『死んぢゃってからも』
- TOMOVSKY『スピード』
- TAMTAM『Polarize』
- SUNDAYS『あたしは人間』
- 近藤薫『もうひとりの君』
- サード・クラス『白い太陽』
- てあしくちびる『Odd le KITAKANTOW』
- 平和『初恋』『ゆめのなかに』
- はまぐちひろこ『OLと鳥』

### ライブ映像演出
- THE BAWDIES 「Boys! TOURファイナル日本武道館公演」[11]
- THE BAWDIES 「ARABAKI ROCK FEST.16」[12]
- THE BAWDIES 「NEW BEAT TOUR」[13]